# 岩戸村 (宮崎県)
岩戸村（いわとむら）は、宮崎県西臼杵郡にあった村。

## 沿革
- 1889年（明治22年）5月1日 - 町村制施行に伴い岩戸、山裏（上岩戸＋見立地区）の旧2村で岩戸村となる。
- 1956年（昭和31年）9月30日
  - (旧)高千穂町・田原村・岩戸村が対等合併し、新町制による高千穂町を設置[1]。
  - 岩戸村（旧・山裏村）見立地区のみ日の影町に分離、編入。日之影町に改称[2]。

## 地理

### 高千穂町の一部となった地域
- 大字岩戸
- 大字山裏字のうち、日之影町に編入された地域を除く全域（上岩戸地区）

### 日之影町に編入された地域（見立地区）
- 大字山裏字
  - 南平森上、森ヨリ西南、森ヨリ北、出羽、乙ヶ淵、前奥、向奥、水無平、川ノ詰、川ノ詰大川越、中村前ノ原、中村後ノ原、上野原、赤川、下枇杷、葛根ヶ原、名女石、飯干、松端鹿倉、千畳敷、平戸、若松山、戸ノ口山、流谷、平戸山、白仁田山、板ノ内平、日平山、諸和久山、千軒平